# Descurainia incisa
Descurainia incisa är en korsblommig växtart som först beskrevs av Georg George Engelmann och Asa Gray, och fick sitt nu gällande namn av Nathaniel Lord Britton. Descurainia incisa ingår i släktet stillfrön, och familjen korsblommiga växter.

## Underarter
Arten delas in i följande underarter:
- D. i. incisa
- D. i. paysonii